# Öntödei Múzeum
Az Öntödei Múzeum a Magyar Műszaki és Közlekedési Múzeum keretében működő múzeum a Budapest II. kerületében, a Bem József u. 20. alatt található.

## A múzeum története
Az Öntödei Múzeum – 1969-es alapítása óta – a Ganz Ábrahám által 1845-ben alapított Ganz-gyár egykori öntödéjében (Ganz és Társa Vasöntő és Gépgyár Rt.) működik. Az 1858–62 között épült csarnokban Közép-Európa első és hosszú időn át egyetlen kéregkerék-öntödéje működött, de vasúti kereszteződési elemeket és gabonaipari őrlőhengereket is gyártottak. 
Az üzemi termelés 1964-ben állt le. Bezárása után Kiszely Gyula technikatörténész kezdeményezésére és irányításával ipari műemlékké nyilvánították, és a szükséges helyreállítás után 1969. május 20-án nyitották meg. Ekkor az intézmény fenntartója a diósgyőri Lenin Kohászati Művek volt, majd 1994-ben lett az Országos Műszaki Múzeum, illetve a Magyar Műszaki és Közlekedési Múzeum fiókintézménye. 
Az épületet 1992-ben újították fel, Rainer Péter tervei alapján.

## Állandó kiállítások
- Az eredeti Ganz-gyár kéregöntödei berendezései
- Ganz Ábrahám életének emlékei
- A fémöntészet hazai emlékei a bronzkortól máig
- A vasöntészet fejlődése
- Az acélöntészet fejlődése

A múzeum kertjében a magyar öntödei ipar nagy alakjainak mellszobrai valamint néhány nagyobb terjedelmű ipari emléktárgy tekinthető meg.

## Képek

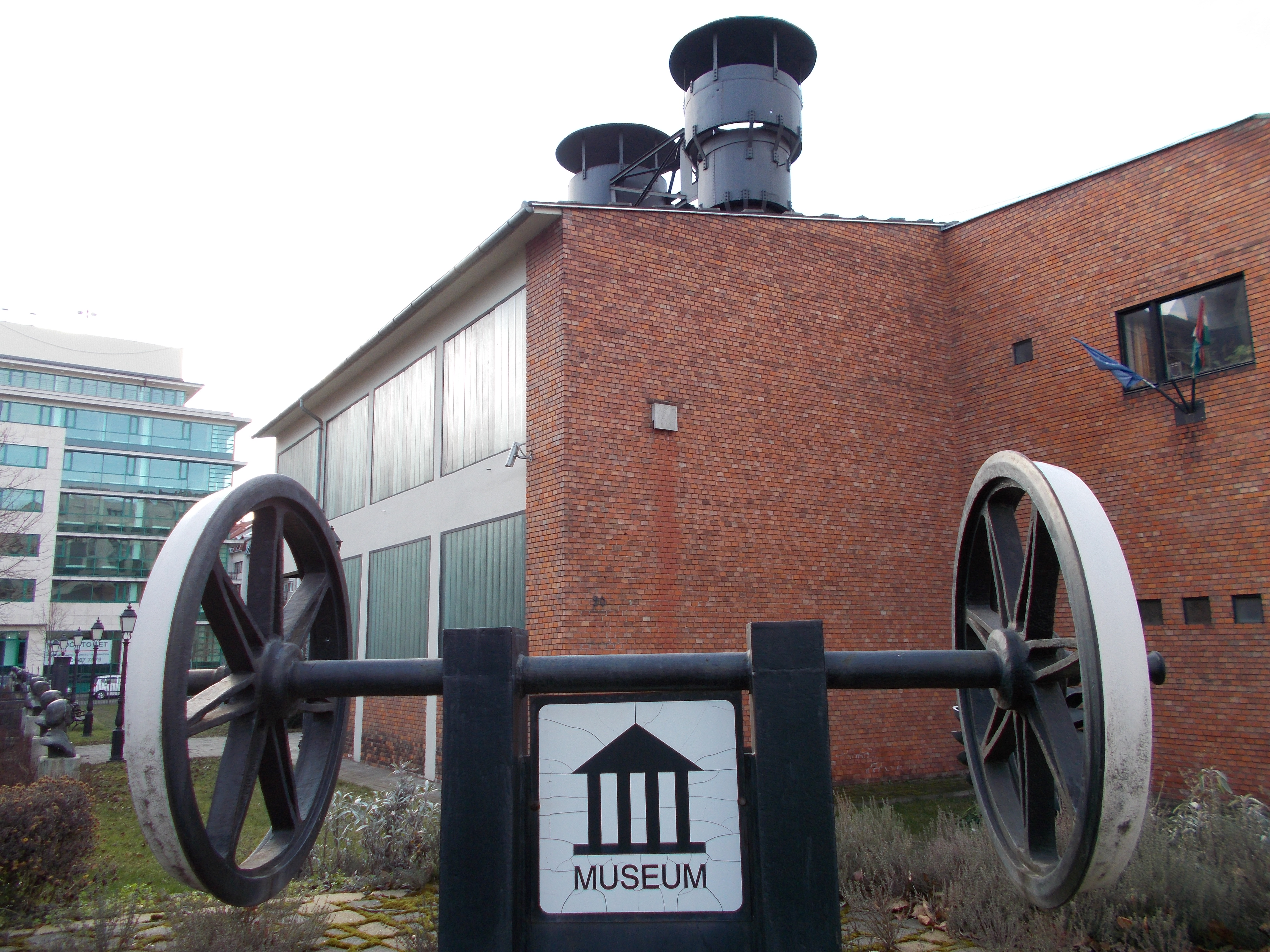
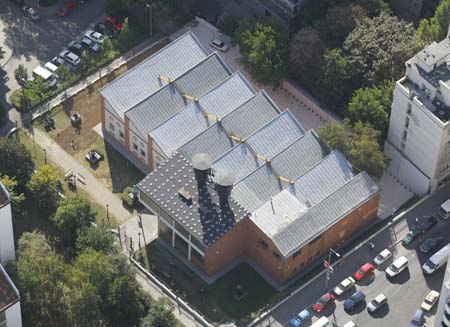
A múzeum madártávlatból
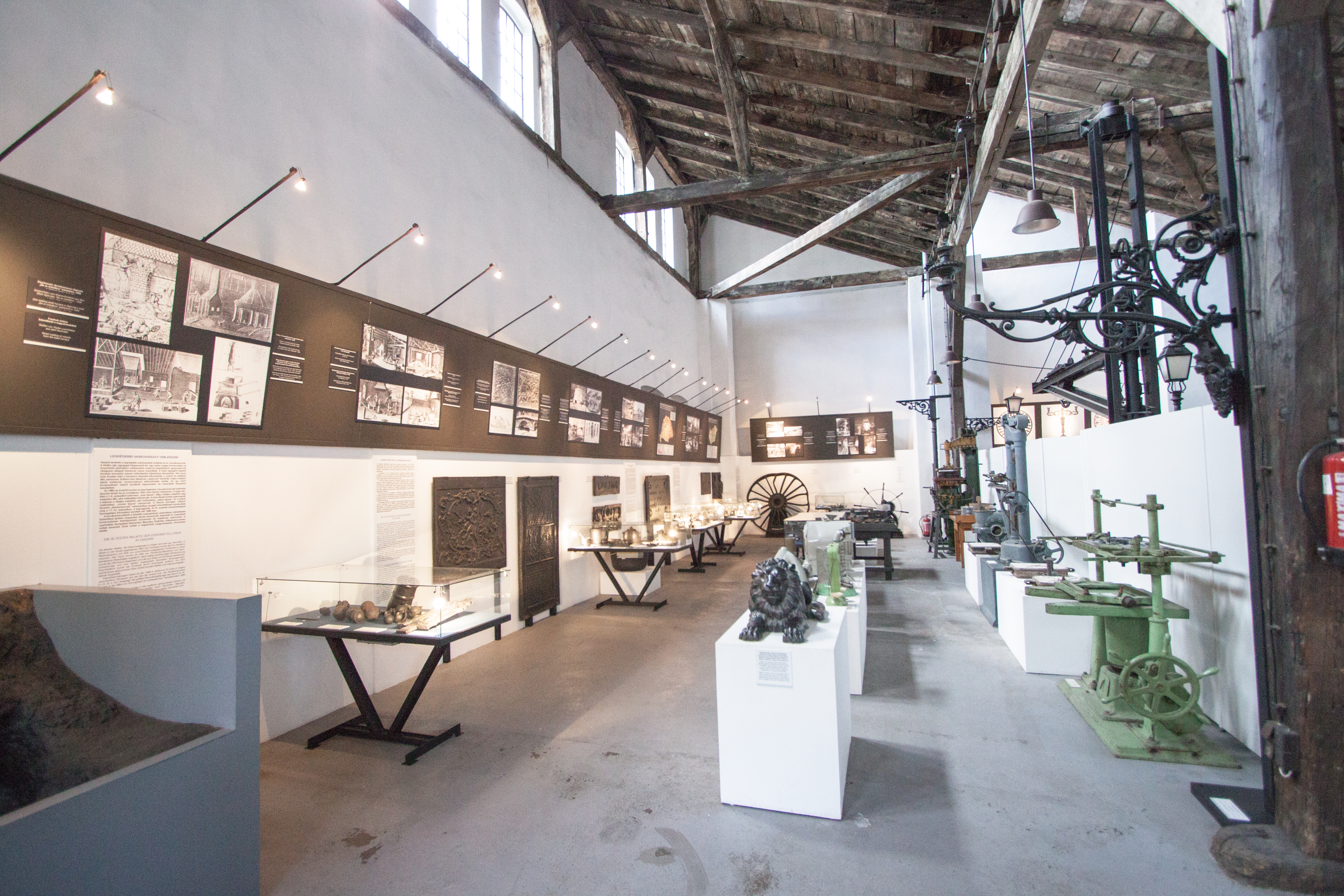
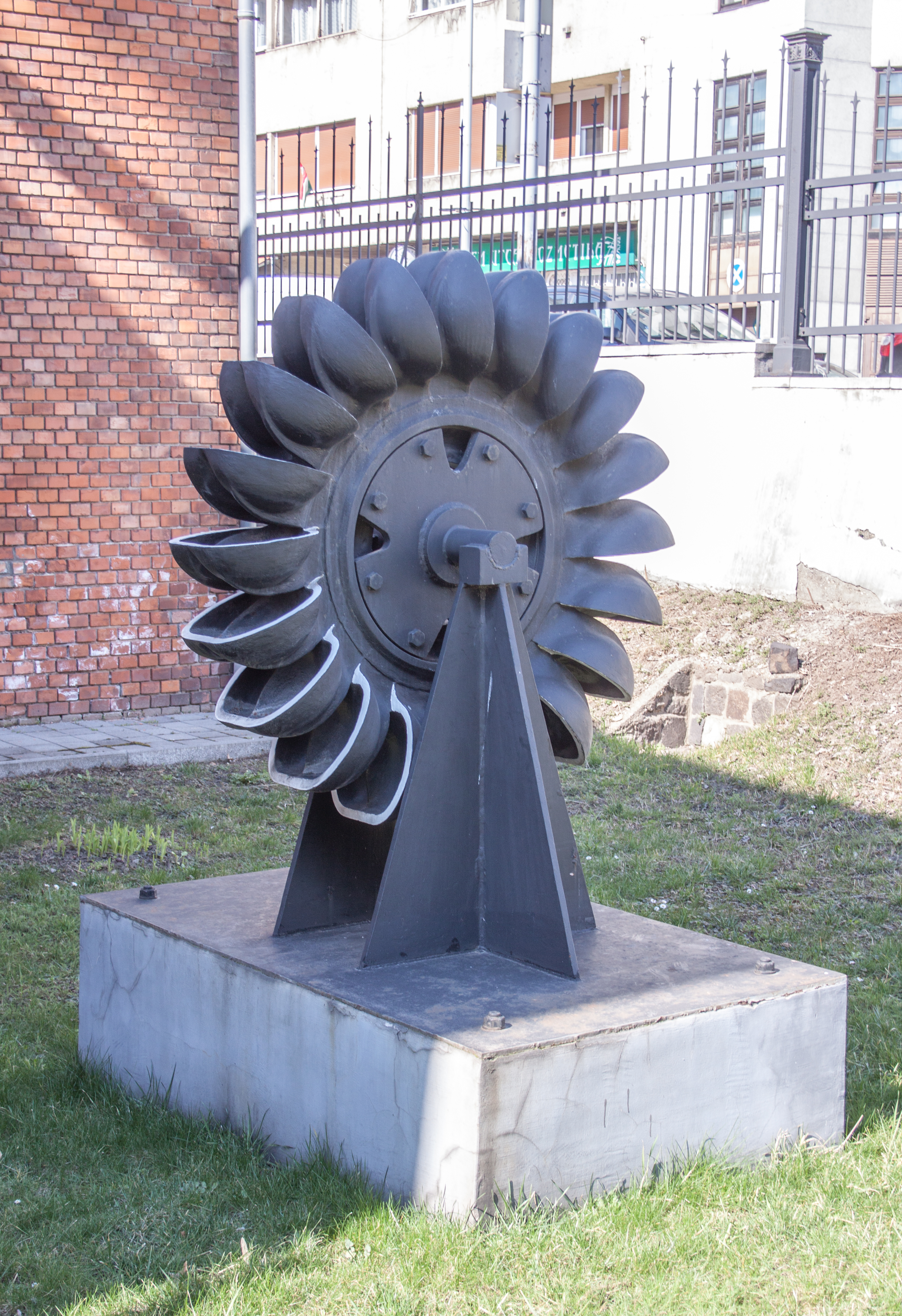
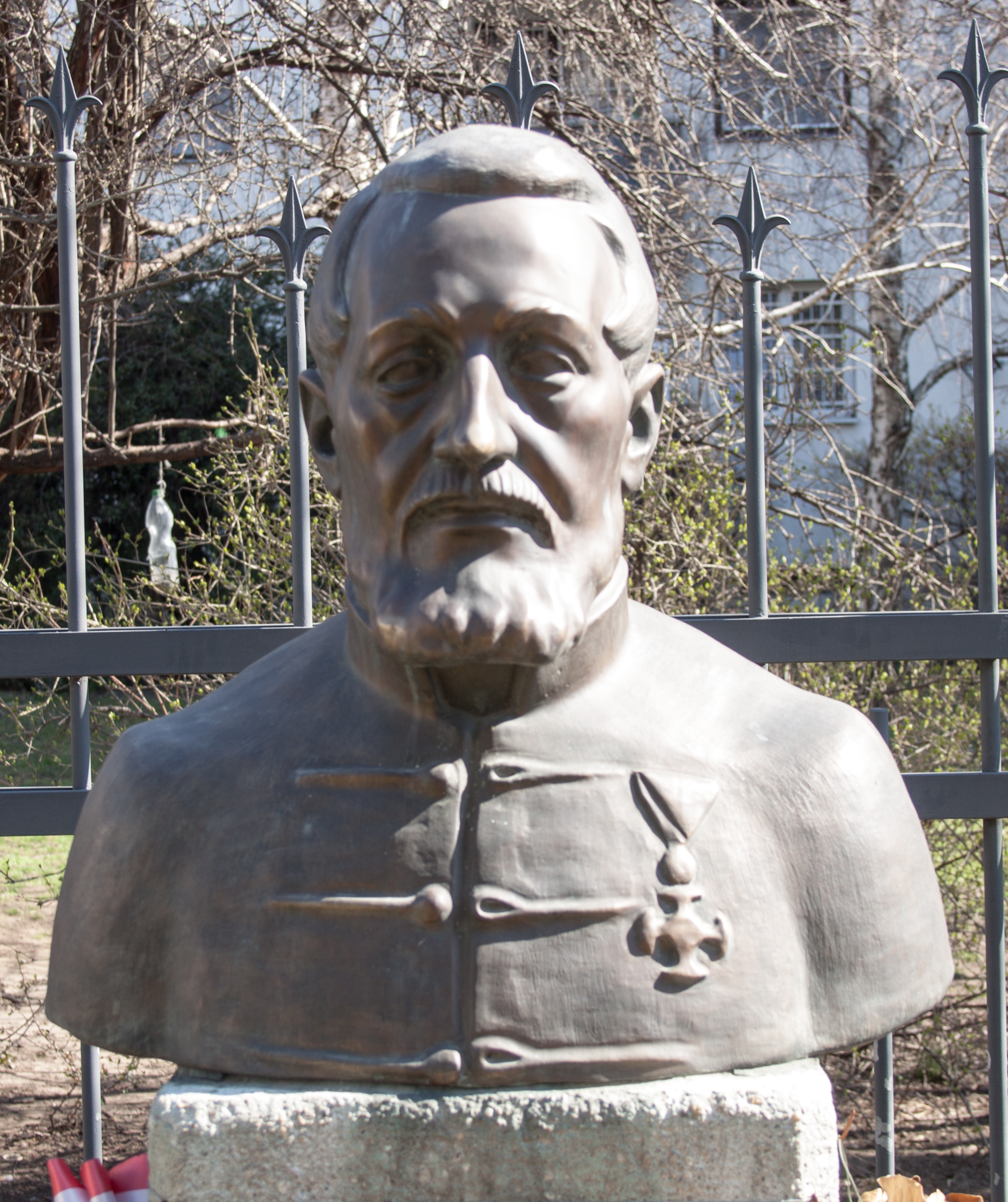
Ganz Ábrahám mellszobra